# Беломорско-Онежское пароходство
Беломо́рско-Оне́жское парохо́дство (БОП) — российская судоходная компания, управление находится в Петрозаводске.

## История

### СССР
Создана постановлением Совета Народных Комиссаров ССР от 01 июля 1940 года в результате выделения из состава Северо-Западного пароходства. Первым начальником Беломорско-Онежского пароходства был назначен А. В. Тимофеев. В задачи БОПа входила транспортировка грузов и пассажирские перевозки в районе Белого моря, Беломорско-Балтийского канала и Онежского озера. В годы оккупации Петрозаводска пароходство находилось в Архангельске (с 1941 по 1942 годы) и Беломорске (с 1942 по 1944 годы).
В 1940 году флот БОПа состоял из 70 буксиров, 265 единиц несамоходного флота, грузопассажирских пароходов и паротеплоходов — «Роза Люксембург» (старейший, построен в 1897 г., бывший «Святой Николай»), «Карл Маркс» (1909 года постройки), «Петрозаводск» (1899 года постройки), «Онежец» (1888 года постройки), «Безбожник»(1914 года постройки, бывший «Ямбург», в послевоенное время переименован в «Лесной»), «Трамвай № 1» и «Трамвай № 2» (1936 года постройки), «Акула», «Интер № 205», также с 1941 г. — «Урицкий» (бывший «Иван Сусанин» 1912 года постройки), «А. Жданов», с 1944 г. — «Вересаев» (1915 года постройки), с 1954 г. — «Чапаев» (1895 года постройки, бывший «Лисий Нос»).
10 мая 1941 г. Управлением БОПа была создана детская пионерская флотилия, пионерам был передан пароход «Танкер».
В годы Великой Отечественной войны суда БОПа участвовали в эвакуации населения и ценностей, обеспечивали нужды фронта и тыла. Суда «Огюст Бланки», «Ижорец-18»", «Мартиец-89», «Видлица», «Шуя», «Бакунин» и другие участвовали в боевых действиях в составе Онежской военной флотилии, некоторые суда были переданы Ладожской военной флотилии.
В 1944—1946 году в Пиндушах действовала школа юнг Беломорско-Онежского пароходства.
В состав пароходства входили Петрозаводский порт (в том числе — приписной пункт Вознесенье), пристани Шала (с 20 апреля 1943 г. по 1 августа 1944 г. находилась в составе управления Шекснинского речного пароходства), Надвоицы, Медвежьегорский порт, Медвежьегорская ремонтно-эксплуатационная база флота(Медвежьегорский судоремонтно-судостроительный завод, Пиндушская РЭБ флота, после выведения из состава ОАО БОП предана как структурное подразделение ООО ОСЗ под названием ООО МСБ — Медвежьегорская судоремонтная база(ликвидирована в 2010-м году), Беломорский эксплуатационный участок (Беломорский морской порт, в том числе — приписные пункты Кандалакша и Архангельск), Петрозаводская ремонтно-эксплуатационная база флота (Петрозаводский судоремонтный судостроительный завод), службы: несамоходного флота (до 1961 г.), социальных учреждений, управление рабочего снабжения, бассейновый узел связи и радионавигации. Имелся профилакторий «Парус».
Спортсмены, работавшие в пароходстве составляли основу спортивного общества «Водник» в Петрозаводске, имелась своя спортплощадка «Водник». Футбольная команда «Водник» (Петрозаводск) играла в чемпионатах Республики Карелия и Петрозаводска. Успешным было и выступление хоккейного клуба «Водник». Так, команда, становившаяся чемпионом республики, в 1973 г. выступала в зональных соревнованиях чемпионата по хоккею с мячом в г. Гусь-Хрустальном и заняла третье место, обыграв «Сокол» из Вологды и «Кабельщик» из Рыбинска и проиграв хозяевам турнира команде «Труд».
С 1965 года пароходство осуществляет перевозки экспортно-импортных грузов в смешанных «река-море» плаваниях за границу.

### Россия
В 1991—1992 гг. при участии Беломорско-Онежского пароходства создаются совместные с германской стороной предприятия «Совбоптранс» (судоходное) и «Onega Arminius Shipbuilders» (судостроительное), ТОО «Трансонега» (судоходное, совместное с организацией Нафтранс), часть судов сдается в тайм и бербоут-чартер российским и иностранным компаниям. В 1992 году руководство пароходства получило в германском банке KFW кредит в объёме 140 млн германских марок для строительства 15 новых и реконструкции семи старых судов. Кредит отрабатывался 32 судами БОП под германским менеджментом, однако в течение пяти лет пароходство было вынуждено продать 74 судна для погашения долга.
16 марта 1993 года пароходство было акционировано, официальное название — АООТ (с мая 1996 г. — ОАО) «Беломорско-Онежское пароходство». Созданы совместные предприятия — российско-германские «Сундоба», «Эльб—Онега Шиппинг Гмбх», в 1997 году создано дочернее предприятие ООО «БиМС», в 1999 г. — "Судоходная компания «Онег» и другие.

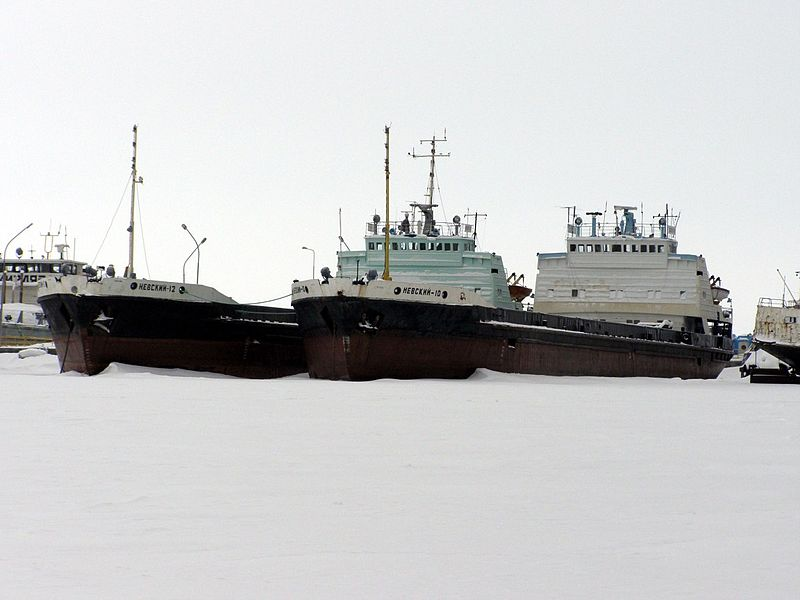
Грузовые теплоходы «Невский-10» и «Невский-12» — в составе БОПа с сер. 1980-х гг. по сер. 2000-х гг.. В настоящее время в составе «Петрозаводской Судоходной Компании»

В 2000 году контрольный пакет акций Беломорско-Онежского пароходства выкупило Санкт-петербургское ЗАО «Концерн „ОРИМИ“». Президентом пароходства был назначен Андрей Нелидов — председатель совета директоров компании «Лесная биржа», входящей в «ОРИМИ».
В 2002 году на базе ранее действующих подразделений ОАО «БОП» созданы два дочерних предприятия: ООО «Онежская Стивидорная компания» (позднее — ТК «Фрегат», с 2005 г. — ТК «Корвет», затем ТК «БОП», прекратила свою деятельность в 2010 г.) и ООО «Онежский Судостроительный завод». Также в 2002—2007 гг. из ОАО «БОП» были выделены различные структурные подразделения — ООО "Судоходная компания «Орион», ООО «Беломорско-Онежское пароходство» и ООО «Беломорско-Онежская круинговая компания».
В 2007 году ОАО «БОП» реорганизовано в форме присоединения к ЗАО «Невская судоходная компания». ООО «Беломорско-Онежское пароходство» ликвидировано в 2009 году, в настоящее время действует судоходная компания под наименованием ООО «БОП» («Беломорско-Онежское пароходство»).
В разное время пароходством эксплуатировались самоходные грузовые суда типа «Волго-Дон», «Волжский», «ВолгоБалт», «Балтийский», «Невский», «Сормовский», «Морской», «Беломорский», «Волга», «Онежский», «Амур», СТК, «Выг», судно проекта 2760 «Иловля», суда проекта 10523. Также в составе пароходства находились буксирные суда финской постройки («Вайгач», «Сахалин», «Ямал», «А.Жданов», «Титан», «Мезень» и другие (1950—1970-е гг.), пароходы, переоборудованные в теплоходы проекта 259 и 574 («Таллин», «Нарьян-Мар», «Онега», «П. Пахтусов»), проекта 2233 (342-II) («Игарка» — передана в 1986 г. на баланс Беломорской базы гослова рыбы, «Клайпеда», «Владивосток», «Азов»), буксирные суда немецкой постройки «Огюст Бланки» (Опост Бланки) (1940—1950-е гг.), буксирные суда российской постройки «Каляев» («Сиговец») (1940-е гг.), «Бакунин» (1940—1960-е гг.), «Видлица» (1940—1950-е гг.) «Шолопасть», «Буря», «Грузия», «Яков Воробьев» (1950—1950-е гг.), «Петрозаводск», «Пролетарий», «Жижгин», «Жужмуй», «Деловой», «Полярник», «Онда», «Шуя», «Ипполитов-Иванов», «Орджоникидзе» (1950—1960 гг.), типа «Ижорец» (номерные «Ижорцы» и «Мартийцы», «Чапаев», «Кингисепп»), «Экспортлес» (1940—1950-е гг.) «А. Пашков» и «Н. Варламов»,, типа РБТ (1950—1980-е гг.), проекта 718 («А. Лисицына», «М. Мелентьева»), проекта 730 («Беринг», «В. Хабаров», «Г. Невельской», «М. Матюшенко», «Пржевальский», «Суворов»), типа «Шлюзовой» (1970—1990-е гг.), проекта Р-96Б «Прогресс» (производства Петрозаводской РЭБ флота, с 1983 г.), проекта 433 и 73 («Смотрящий», «Сегозерец», «Ромбак», «Грозный», «Стремительный», «Циклон», «Донец», «Олонка», «Полга» и другие), проекта 522 («Сегежа», «Шуя», «Водла», «Повенец»,), проекта Т63М («Выг», «Кемь»), проекта 1427 «А. Фетюлин», проекта 1439 «Механик Филиппов», типа «Озерный», РТ, БК, БТП, МБ и ОТ (1980—2000-е гг.), несамоходные лихтеры и баржи-площадки финской постройки (1950—2000-е гг.) и баржа М-1, вспомогательные суда «Онего» проекта 873 (1960-е годы), «Капитан Заонегин» проекта 1462 (1971 года постройки), «Капитан Вознесенский» (1962 года постройки, до 1978 г. — «Теплотехник») проекта 873а, «Водолаз», «Капитан Глебов», и «Навага» проекта 376У, Лоцманский-77, Лоцманский-81 «В. Щиплинцев» (1972 года постройки, проекта 1710), рефрижератор «Север» проекта 7 БК, ледокол «Нева» проекта 16, спасательное судно «Инженер Нарин» (до 1981 г. — «Днепро-Буг», 1955 года постройки, проекта 623), разъездные суда «Октябренок», «Карась», суда проекта 433 и КС-100а и другие. Беломорско-Онежское пароходство имело также агитационные пароходы «Керчь» (1940-е гг.), «Мариуполь» (1950-е гг.), агиттеплоход «Спутник» проекта 1162 (нач. 1960-х гг. — конец 2000-х гг.), танкеры, бункербазы «Пумпия», ББ, плавучие краны, суда комплексной переработки отходов № 4 и 5, плавдебаркадеры 31, 33, 181, 215, 216, 217, 800, 855, плавмастерская № 626, стоечное УТС — учебно-тренировочное судно (бывший теплоход «Нарьян-Мар» 1950 года постройки, распилен в 2012 г.).В 1983—1991 годах на балансе пароходства находилось также учебное судно Петрозаводского клуба юных моряков «Юность Карелии» (МТ-130) 254 проекта.

## Список руководителей

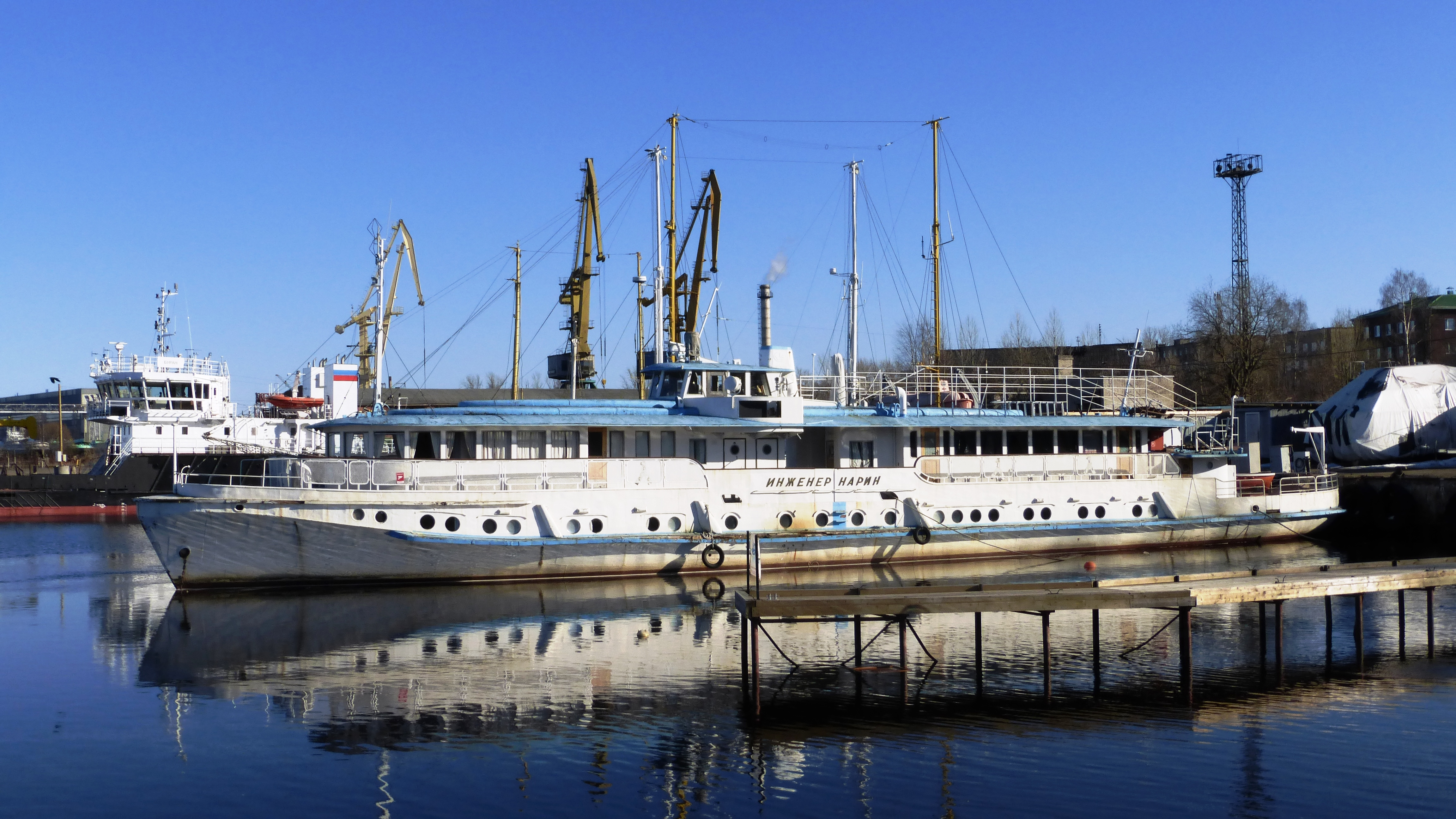
Пассажирское судно «Инженер Нарин»

Служебно-вспомогательное судно «Капитан Заонегин»

Начальники пароходства:
- 1940—1946 гг. — А. В. Тимофеев
- 1946—1951 гг. — А. Н. Новосёлов
- 1951—1954 гг. — С. В. Сысоев
- 1954—1958 гг. — А. Данилов
- 1958—1959 гг. — В. А. Сабуров
- 1960—1970 гг. — В. Л. Успенский
- 1970—1987 гг. — Е. О. Васильев
- 1988—1993 гг. — О. С. Бачинский[13]
- А. И. Лялля[14]

Генеральные директора:
- 1993—1997 гг. — О. С. Бачинский
- 1998—2001 гг. — Н. В. Грачёв
- 2001 г. — А. В. Нелидов
- 2002 г. — Е. В. Корюшкин
- 2002—2005 гг. — А. В. Ларшин
- 2006—2008 гг. — С. И. Розолинский

ООО «БОП»
- 2008—2009 г. — С. И. Розолинский
- 2012—2013 — В. Маслов

Главные инженеры связи БОП:
- 1970—1999 гг. — М. А. Махнёв

## Пассажирские линии и флот
Беломорско-Онежское пароходство обслуживало пассажирские водные линии с момента создания в 1940 г. Это были как линии, перешедшие в его ведение от Северо-Западного речного пароходства, так и новые. На Онежском озере функционировали линии Вознесенье-Петрозаводск-Медвежьегорск, Петрозаводск-Шала, Медвежьегорск-Беломорск, Петрозаводск-Ламбасручей, на реке Водле — Пудож(Подпорожье)-Стеклянное, на Выгозере — Медвежьегорск-Надвоицы. На линии Ленинград-Петрозаводск-Медвежьегорск работали пароходы «Урицкий» и «А. Жданов».
Пароходство обслуживало линии на Онежском озере Петрозаводск-Песчаное-Шуньга-Медвежья Гора, Петрозаводск-Типиницы-Кузаранда-Толвуя, Петрозаводск-Кижи-Великая Губа, Петрозаводск-Ламбасручей, Петрозаводск-Коной губа-Типиницы, Петрозаводск-Подпорожье, Петрозаводск-Зимник-Бараний Берег, Петрозаводск-Кузаранда, Петрозаводск-Ялгуба-Суйсарь-Кулмукса-Узкие Салми (до 1962 г.), Петрозаводск-Соломенное-Шликин Наволок (до 1962 г.) Линдозере и Выгозере (линии Надвоицы-Сегежа-Валдай-Вожмозеро, Полга), р. Водле (линии Стеклянное-Пудож-Подпорожье, переправа Стеклянное-Лесозавод), Чупинской губе Белого моря, Пяозере, озёрах Верхнее, Среднее и Нижнее Куйто (линии на Войницу, Калевала-Луусалми, Софпорог-Зашеек), Сандал (линии Кондопога-Ерши-о. Лычный), Топозеро (Кестеньга-Кизрека). С 1965 г. были введены рейсы теплоходов «Окунь» и «Лермонтов» на Белом море на линиях Кемь — Соловецкие острова, Беломорск — Соловецкие острова (закрыта в 1973 г., возобновлена из Беломорска в 2004 г. СПК «Комета-12», закрыта с 2009 г.). Также пароходство обслуживало ряд паромных переправ.
С 1960 по 1963 гг. пароходство оказывало услуги прогулочных катеров-такси — имелись 4 катера-такси на линиях Петрозаводск-Ивановские острова, Петрозаводск-Чёртов Стул, Петрозаводск-Соломенное, Петрозаводск-аэропорт.

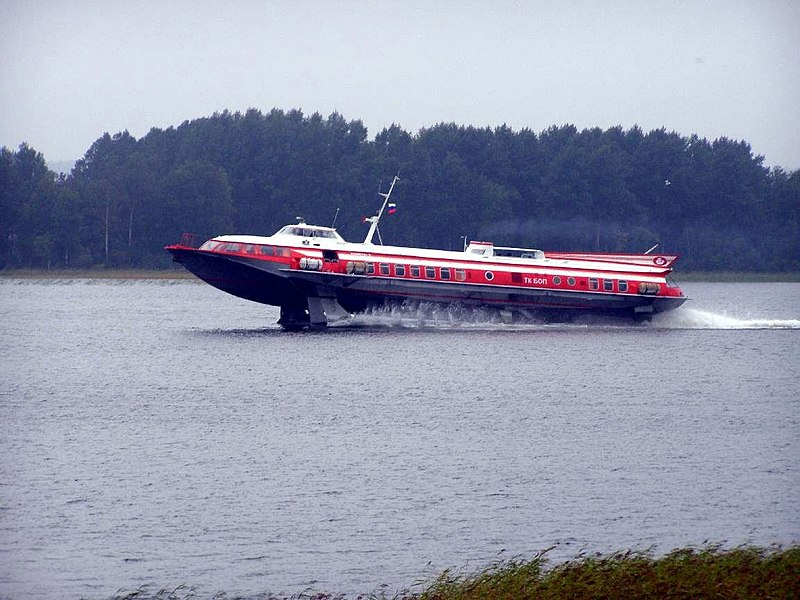
Судно на подводных крыльях «Комета-5» Беломорско-Онежского пароходства

В 1960—1980 г. Беломорско-Онежское пароходство обслуживало туристические линии — Петрозаводск-Кижи, Кондопога-Кижи, Петрозаводск-Шала-Медвежьегорск-Повенец-Кондопога-Кижи-Валаам-Ленинград-Петрозаводск, Петрозаводск-Астрахань, а также организовывало прогулочные рейсы по Петрозаводской губе Онежского озера, акватории Онежского озера для жителей Медвежьегорска, акваториях озера Сандал и Онежского озера для жителей Кондопоги, рейсы для населения по сбору грибов и ягод в Кулмуксу, Суйсарь, Шокшу.
Пассажирские линии обслуживали суда Беломорско-Онежского пароходства: пароходы «Урицкий» (эксплуатировался на пассажирских линиях БОПа 1941—1959), «А. Жданов» (1941, 1946—1947), «Володарский» (1940—1945, 1955—1958), «Карл Маркс» (1940—1947, списан в 1951), «Первомайский» (1947—1952), «Онежец» (1940—1947), «Роза Люксембург» (1940—1955, списана в 1956), Трамвай № 1 и № 2 (1940—1946), «Джамбул» (1940—1958), «Вересаев» (1944—1956, в 1957 переоборудован в грузовой), «Безбожник» (1940—1941), «Лесной» (1945—1954), «Нарва» (1945), теплоходы «Лермонтов» проекта 623 (1954—1979, списан в 1987), Ом-337 (1959—1988), Ом-344 (1964—1987), Ом-357 (1970—1973) проекта 780; «Москвич-171» (1955—1977), «Москвич-172» (1955—1980) проекта 544, Мо-94 839 проекта (1964—1970); «Беломорье» проекта 1430 (1972—2007, в 2008 г. эксплуатировался компанией «ТК БОП»), «Ладога» проект 646 (1959—1997); «Московский-2» (1984- в 2008 г. эксплуатировался компанией «ТК БОП» под именем «Онежская жемчужина»), «Московский-23» (1987- в 2008 г. эксплуатировался компанией «ТК БОП» под именем «Кижское ожерелье», в 2009 г. эксплуатировался ООО «Скат») проекта 81080; «Днепро-Буг» проекта 623 (1955-сер.1980-х гг.), «К. Э. Циолковский» проекта 588 (1964—1980), «Михаил Ломоносов» (1979—2000-е гг.) проекта 301, «Серго Орджоникидзе» (1960—1961 г.) проекта 588, «Мезень», «Спутник» проекта 1152, «Капитан Заонегин» проекта 1462 (в 1980-х гг. вспомогательный, в 1990-х на линии Петрозаводск-Зимник-Бараний Берег).
Также на пассажирских линиях работали катера МК-14 (1957—1963), МК-24 (1956—1957), «Навага» (1960-е-1970-е гг.), «Лосось» (1960-е-1980-е гг.), «Судак» (с 25 апреля 1969 г. — «Калевала», 1960-е-1980-е гг.), «А. Перттунен» (1960-е гг.), «Лещ» (до 1967 г.), «Окунь» (1960-е гг.), «Сиг» (1960-е гг.), проекта 376У (1960-е — 1990-е гг.), «Заря», «Сампо», «Сандал» проекта 371бис (1970—1990-е гг.), суда МРБ 20/1, МРБ20/2, МРБ20/3, МРБ 20/4, МРБ 20/5, МРБ 20/6, МРБ-40 «Волна» проекта 921 (1960-е-1980-е гг.), переправа СП-41 (1978 года постройки, эксплуатировалась на переправе Стеклянное-Лесозавод до 1998 г., после — заменён БК-60).
В середине 2000-х годов у туристической компании Беломорско-Онежского пароходства появляется первое судно на воздушной подушке — «Хивус-10-70», на котором осуществляются рейсы на Зимник, Сенную Губу и прогулочные рейсы. В 2008 г. для нужд компании были построены пассажирские суда на воздушной подушке «Капитан Пудичев» и «Хивус-48», однако в связи с отказом компании от работы на пассажирских линиях, на Онежском озере они не эксплуатировались.

## Скоростные линии и флот
Скоростной флот обслуживал в 1960-х-2000-х гг. линии Петрозаводск-Вознесенье, Петрозаводск-Шала, Петрозаводск-Кижи, Петрозаводск-Кижи-Великая Губа, Петрозаводск-Медвежьегорск, Петрозаводск-Пиньгуба-Ялгуба, Петрозаводск — Толвуя, Петрозаводск-Суйсарь, Петрозаводск-Вытегра.
Состав скоростного флота пароходства и годы эксплуатации в БОПе:
Суда на подводных крыльях:
- «Ракета-10» (1960—1964)
- «Метеор-23» (1964—1976)

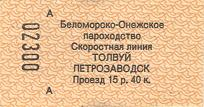
Билет на «Комету».
из коллекции «Петрозаводской судоходной компании»

- «Метеор-60» проекта 342 (1968—1977)
- «Метеор-90» (1972—1978)
- «Комета-1» проект 342М (1966—1977)
- «Комета-3» проект 342МС (1969—1989)
- «Комета-5» проект 342МТ (1978 — в 2008 г. эксплуатировалась «ТК БОП»)
- «Комета-6» проект 342МТ (1977- в 2008 г. эксплуатировалась «ТК БОП»)
- «Комета-7» проект 342МТ (1974 — в 2008 г. эксплуатировалась «ТК БОП»)
- «Комета-9» проект 342МТ (1976 — в 2008 г. эксплуатировалась «ТК БОП»)
- «Комета-11» проект 342МТ (1977 — в 2008 г. эксплуатировалась «ТК БОП»)
- «Комета-12» проект 342Э (1978 — в 2008 г. эксплуатировалась «ТК БОП»)
- «Комета-17» проект 342НЭ (1982 — в 2008 г. эксплуатировалась «ТК БОП»)
- «Колхида-1» проект 10391 (1986 — эксплуатировалась до сер. 1990-х гг, в 1997 г. продана, переименована новым собственником в «Delfin IV», затем в «Триаду»)
- «Колхида-2» проект 10391 (1987 — эксплуатировалась до сер. 1990-х гг, в 1997 г. продана, переименована новым собственником в «Delfin I»)

Скоростные теплоходы типа «Заря»:
- «Заря-123» проекта 946а (1971—1984). Обслуживала линию Шала-Подпорожье на р. Водла.
- «Заря-366Р» проекта Р83. (1984 — эксплуатировалась по 1997 г., списана в 2007 г.). обслуживала линию Кондопога-остров Лычный-Тивдия на озере Сандал.

Беломорско-Онежское пароходство выпускало собственную газету: в 1944—1956 гг. — «Сталинский путь», 1956—1970 гг., 1972—2001 гг. — «Водник Карелии».

## Выдающиеся работники пароходства
- Бекман, Альфред Андреевич — руководитель навигационной камеры, автор ряда учебных пособий по судовождению, штурманским и навигационным приборам, изобретатель «речного счислителя пути на фарватере».
- Заонегин Егор Иванович — капитан парохода «Металлист», захваченного финскими войсками во время Советско-финской войны. Отклонив требования сдаться, предварительно затопив в Онежском озере судовое оборудование и документы, был расстрелян на борту парохода[18][19].
- Нарин, Варлен Николаевич (1927—1979) — главный инженер Беломорско-Онежского пароходства (1960—1979), заслуженный инженер Карельской АССР. Именем Нарина был назван теплоход «Инженер Нарин».
- Сергеенков, Олег Алексеевич — капитан, лауреат Государственной премии СССР (1982), Герой Социалистического Труда (1986).
- Хотькин, Леонид Лазаревич — капитан, лауреат Государственной премии СССР (1972).
- Успенский, Виктор Львович — начальник пароходства, лауреат Государственной премии СССР.